# Beatrice Lantz
Beatrice Lantz, född 22 oktober 1997,  är en svensk friidrottare som tävlar i spjutkastning för klubben Hässelby SK.

## Karriär
Lantz har tagit flera SM-medaljer i spjutkastning och mångkamp på junior/ungdoms-nivå. Vid SM i friidrott 2015 tog hon brons i sjukamp. Vid SM i friidrott 2023 tog hon guld i spjutkastning.  Vid SM i friidrott 2024 tog hon guld i spjutkastning.